# Сазанський Йосип Іванович
Йосип Іванович Сазанський (? — 1952?) — український радянський діяч, агроном, голова колгоспу імені Будьонного Узинського району Київської області. Депутат Верховної Ради УРСР 3-го скликання (в 1951 році).

## Життєпис
Народився в селянській родині.
З 1940-х років — начальник Узинської районної інспекції із якості насіння Київської області.
З 1950 по 1951 рік — голова укрупненого колгоспу імені Будьонного села Михайлівки Узинського (тепер — Білоцерківського) району Київської області.
14 грудня 1951 року рішенням Політбюро ЦК КП(б)У позбавлений повноважень депутата Верховної Ради УРСР та притягнутий до кримінальної відповідальності за «найгрубіше порушення радянської законності».